# 17

17(십칠)은 16보다 크고 18보다 작은 자연수다.

## 수학
- 7번째 소수(素數)다. 앞의 소수는 13, 다음 소수는 쌍둥이 소수인 19다.
  - 4번째 슈퍼 소수로, 17의 소수 순번인 7도 소수다. 앞의 슈퍼 소수는 11, 다음은 31이다.
  - 3번째 페르마 소수다. 앞의 페르마 소수는 5, 다음은 257이다.
  - 4번째 프로트 소수다. 앞의 프로트 소수는 13, 다음은 41이다.

({\displaystyle 17=1\times 2^{4}+1})
- 피타고라스 삼조의 빗변의 길이이다. ({\displaystyle 8^{2}+15^{2}=17^{2}})[a]
- {\displaystyle 17=2+3+5+7}
  - 처음 네 소수(素數)인 2, 3, 5, 7의 합으로, 연속하는 네 소수의 합으로 나타낼 수 있는 가장 작은 수다. 이 성질을 지닌 다음 수는 26이다.
- {\displaystyle 17=1^{4}+2^{4}}
  - 연속하는 두 자연수의 네제곱합으로 나타낼 수 있는 가장 작은 수이며, 이 성질을 지닌 다음 수는 97이다.
- {\displaystyle 17=1^{2}+4^{2}}
  - 연속하는 두 개의 중심있는 삼각수의 제곱합으로 나타낼 수 있는 가장 작은 수이며, 이 성질을 지닌 다음 수는 116이다.
- 34개의 절반은 17개이다.

## 과학·기술
- 염소(Cl)의 원자번호.
- 매미는 땅 위에서 울기 위해 17년을 기다린다.
- NGC 17/NGC 34: 고래자리 방향에 있는 나선은하.
- 코스모스 17호(영어판): 소련의 인공위성.

## 교통
- 고속도로
  - 대한민국 고속국도 제17호선: 평택파주고속도로와 익산평택고속도로의 노선 번호.
  - 주간고속도로 제17호선: 애리조나주 피닉스에서 플래그스태프까지 이어지는 미국의 주간고속도로.
  - 유럽 고속도로 17호선: 벨기에 안트베르펜에서 프랑스 본까지 이어지는 유럽 고속도로.
  - 아우토반 17호선: 독일의 고속도로.

- 국도 제17호선
  - 대한민국 17번 국도: 전라남도 여수시 돌산읍에서 경기도 광주시 도척면까지 이어지는 대한민국의 국도.
  - 일본 17번 국도: 도쿄도 주오구에서  니가타현 니가타시 주오구까지 이어지는 일본의 국도.

## 나이(만 17세)
- 대한민국에서 주민등록증이 발급되는 나이이다.
- 조선민주주의인민공화국에서 성인으로 인정되는 나이이자 조선인민군에 입대하는 나이이다.

## 문화유산
- 대한민국의 국보 제17호: 영주 부석사 무량수전 앞 석등
- 대한민국의 보물 제17호: 충주 정토사지 법경대사탑비
- 대한민국의 사적 제17호: 경주 남고루

## 방송
- IPTV의 SK스토아 채널 번호.
- 스카이라이프의 NS홈쇼핑 채널 번호.
- 대한민국의 홈쇼핑 채널 개수는 총 17개이다.

## 시간
- 17시는 저녁 5시이다.

## 스포츠
- FIFA U-17 월드컵과 FIFA U-17 여자 월드컵에는 17세 이하의 축구 선수들만 참가할 수 있다.
- KBO 리그 정규 이닝 최다 탈삼진기록은 2010년 5월 11일 한화 이글스 류현진이 LG 트윈스를 상대로 세운 17개이다.
- 태권도 품새는 태극1~8장, 고려, 금강, 태백을 포함하여 총 17개가 있다.

## 17 공포증
이탈리아에서는 17이 죽음을 상징하는 불길한 숫자로 여겨서 꺼리는 경향이 있다. 17을 로마 숫자로 XVII로 쓰는데 이 문자의 배열을 바꾼 VIXI가 라틴어로 "나의 인생은 끝났다"는 의미가 되어 죽음을 상징한다.

## 기타
- 날짜: 1월 7일
- 연도: 17년, 기원전 17년
- 대한민국은 17개의 특별시, 광역시 및 도(道)로 구성되어 있다.
- 현재 유로를 화폐 단위로 쓰는 나라는 17개이다.(안도라, 모나코, 산마리노, 몬테네그로, 바티칸 제외)
- 삼국지연의에서 동탁(董卓)을 물리치기 위해 17로군의 제후들이 모였다.
- 한자 부수 중 획수가 가장 많은 글자는 피리약(龠)으로 17획이다.
- 전설의 17대 1이라는 말도 있다.

## 같이 보기
- 세븐틴